# Dark Adrenaline
Dark Adrenaline – szósty album studyjny włoskiego zespołu metalowego Lacuna Coil, wydany w 2012 roku. Producentem albumu jest Don Gilmore (który współpracował min. z Linkin Park i Bullet For My Valentine), a mixowaniem zajął się Marco Barusso (Moda, Laura Pausini, Eros Ramazzotti).
Edycja specjalna albumu została wzbogacona o płytę DVD pt. Dark Passengers. Zawiera ono sześć krótkich filmików autorstwa Roberto "SaKu" Cinardiego (który pracował już z zespołem przy kręceniu wideoklipów do Spellbound i I Won't Tell You). Filmiki zawierają sześć instrumentalnych wersji utworów, które w pełnej wersji znajdują się na Dark Adrenaline. Głównym bohaterem każdego filmiku jest jeden z członków zespołu. Każdy z członków zespołu w filmiku ukazuje wizję Cristiny na wstrzyknięcie tajemniczej "Ciemnej Adrenaliny".

## Lista utworów
| Nr  | Tytuł utworu                        | Długość |
| --- | ----------------------------------- | ------- |
| 1.  | „Trip the Darkness”                 | 3:12    |
| 2.  | „Against You”                       | 3:51    |
| 3.  | „Kill the Light”                    | 3:35    |
| 4.  | „Give Me Something More”            | 3:56    |
| 5.  | „Upsidedown”                        | 3:04    |
| 6.  | „End of Time”                       | 3:53    |
| 7.  | „I Don't Believe in Tomorrow”       | 4:12    |
| 8.  | „Intoxicated”                       | 3:48    |
| 9.  | „The Army Inside”                   | 3:12    |
| 10. | „Losing My Religion” (cover R.E.M.) | 3:42    |
| 11. | „Fire”                              | 2:55    |
| 12. | „My Spirit”                         | 5:50    |
| 13. | „Soul Inmate” (utwór dodatkowy)     | 3:22    |
| 14. | „Dark Adrenaline” (utwór dodatkowy) | 3:19    |
|     |                                     | 51:51   |

| Dark Passengers DVD | Dark Passengers DVD                                                                         | Dark Passengers DVD |
| Nr                  | Tytuł utworu                                                                                | Długość             |
| ------------------- | ------------------------------------------------------------------------------------------- | ------------------- |
| 1.                  | „Chapter I: The Injected” (występuje Cristina Scabbia)                                      | 3:30                |
| 2.                  | „Chapter II: While You Sleep” (występują Andrea Ferro i Cristina Scabbia)                   | 1:51                |
| 3.                  | „Chapter III: Carnage Euphoria” (występuje Marco Biazzi)                                    | 2:36                |
| 4.                  | „Chapter IV: The Human Box” (występują Cristiano Migliore, Andrea Ferro i Cristina Scabbia) | 2:56                |
| 5.                  | „Chapter V: All You Can Eat” (występują Marco Coti Zelati, Andrea Ferro i Cristina Scabbia) | 3:00                |
| 6.                  | „Chapter VI: The Sane Madness” (występuje Cristiano Mozzati)                                | 3:18                |
|                     |                                                                                             | 17:11               |

## Twórcy
Opracowano na podstawie materiału źródłowego.
| Zespół Lacuna Coil w składzie - Marco Coti Zelati – gitara basowa, instrumenty klawiszowe - Andrea Ferro, Cristina Scabbia – wokal prowadzący - Cristiano Mozzati – perkusja - Marco Biazzi, Cristiano Migliore – gitara elektryczna Dodatkowi muzycy - Mario Riso – instrumenty perkusyjne |  | Inni - Mark Kiczula, Chris Sporlede, Antonio Cupertino – inżynieria dźwięku - Marco Barusso – miksowanie - Marco D'Agostino – mastering - Katja Kuhl – zdjęcia - Don Gilmore – produkcja muzyczna |